# Hombres de piel dura
Hombres de piel dura è un film del 2019 diretto da José Celestino Campusano.

## Trama
L'adolescente Ariel vive una vita apparentemente tranquilla con suo padre e sua sorella nella loro pittoresca fattoria in una zona rurale di Buenos Aires. Tuttavia, all'insaputa della sua famiglia, Ariel ha per anni subito abusi da parte di Omar, il prete del quartiere, convinto che quei maltrattamenti erano una forma di affetto romantico. Dopo aver troncato ogni rapporto con Omar, Ariel intraprende una relazione segreta con uno degli operai che lavorano sulle proprietà di suo padre.

## Riconoscimenti
- 2019 - Buenos Aires International Festival of Independent Cinema[1]
  - Nomination Best Argentinian Film a José Celestino Campusano